# Anna Preis
Anna Władysława Preis (ur. 21 września 1951) – polska fizyk i akustyk, doktor habilitowana nauk fizycznych; specjalizuje się w akustyce środowiska i psychoakustyce, nauczyciel akademicki Uniwersytetu im. Adama Mickiewicza w Poznaniu.

## Życiorys
Stopień doktorski uzyskała w 1982 na podstawie pracy pt. Fizyczne i psychoakustyczne podstawy rozróżnialności i oceny barwy dla wybranej grupy dźwięków (promotorem była prof. Halina Ryffert). Habilitowała się w 1999 na podstawie oceny dorobku naukowego i rozprawy pt. Dokuczliwość hałasu i jej składowe. 
Na macierzystym Wydziale Fizyki UAM pracuje jako profesor nadzwyczajny i kierownik w Zakładzie Akustyki Środowiska Instytutu Akustyki. W pracy badawczej zajmuje się takimi zagadnieniami jak: percepcja dźwięków środowiskowych (dokuczliwość), teoria słyszenia oraz psychofizyka. Prowadzi zajęcia m.in. z akustyki środowiska, akustyki muzycznej i psychofizyki.
Jest członkiem Polskiego Towarzystwa Akustycznego, gdzie pełniła funkcję przewodniczącej. Zasiada w Komitecie Akustyki PAN. Swoje prace publikowała m.in. w "Journal of Sound and Vibration", "Noise Control Engineering Journal" oraz "Archives of Acoustics"